# 山科礼蔵

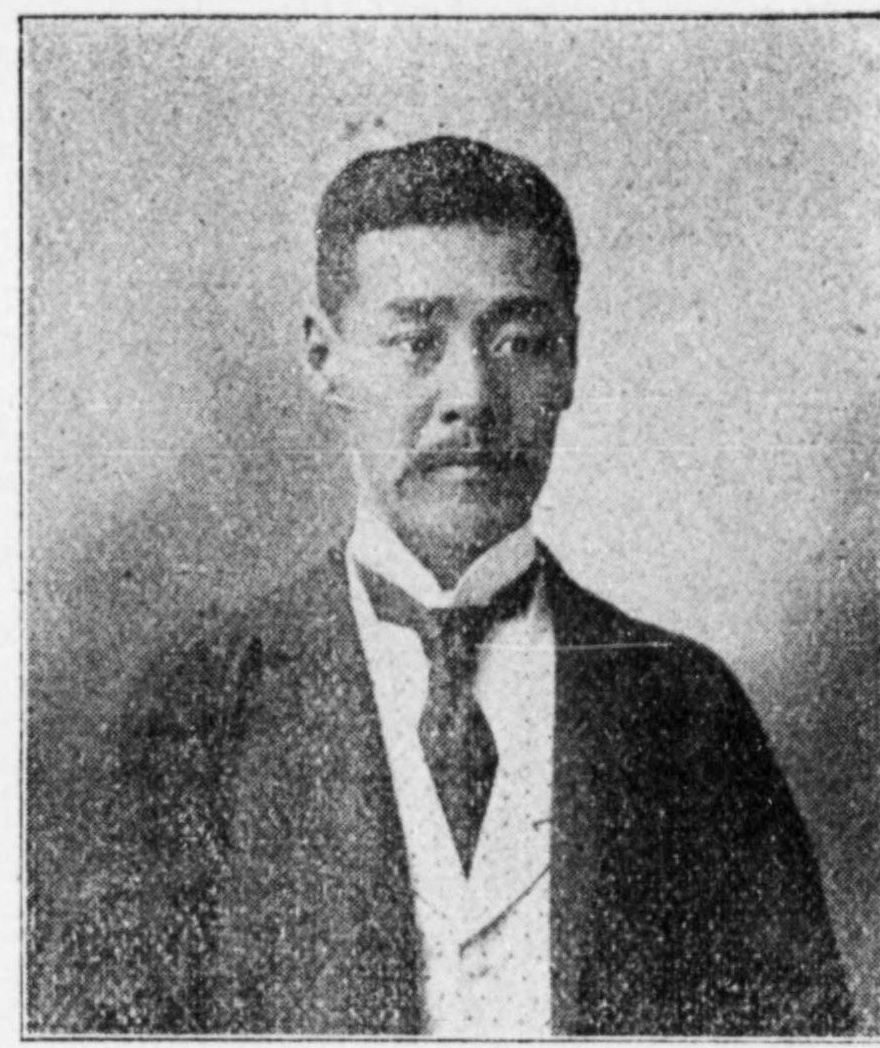
山科礼蔵

山科 礼蔵（やましな れいぞう、1864年2月21日（元治元年1月14日） - 1930年（昭和5年）8月24日）は、日本の政治家、衆議院議員（1期）。

## 経歴
広島県出身。御調郡三原町（現三原市）生まれ。和学、漢学、英語、経済学及び工学を学ぶ。英語は土井百穀（善右衛門）の私塾・遷喬舎で、漢学は長谷川桜南の桜南舎で学んだ。
日本輔仁会を創立し、会長となる。1884年に上京し、郷産物販売の吉備商会と海事工業の山科海事工業所を設立し、築港、架橋、船渠、岩礁破砕、難破船の引揚及び埋立等の事業に従事する。また、海事工業(株)取締役、山科汽船(株)監査役、東京商業会議所議員、同副会頭となる。
1902年の第7回衆議院議員総選挙において広島県郡部から憲政本党公認で立候補して当選した。1903年の第8回衆議院議員総選挙で落選した。
その後、東京商業会議所会頭、南米土地株式会社々長、日本海事工業株式会社取締役、山下汽船監査役等を歴任した。大正11年（1922年）には、ブラジル独立百年祭に合わせて南米実業視察団を組織し、団長としてブラジルを訪問した。
1930年に死去した。

## 南米実業視察団
- 時期・1922年
- 団長・山科礼蔵
- 随員・海外興業株式会社（青柳郁太郎）、南米企業組合（山本直良）、三菱合資会社(八巻連三)、三井合名会社(野守広)、日本郵船株式会社(川口留吉)、大阪商船株式会社(松原季久郎)、横浜正金銀行(津山英吉)、株式会社鈴木商店(柏万次郎)、東洋拓殖株式会社(谷口浩)、日本貿易株式会社(神谷忠雄)、第十九銀行(黒沢利重)、片倉製絲紡績株式会社（片倉兼太郎、土橋源蔵）、大日本紡績連合会(岩城重喜知)、横浜商業会議所(加藤平太郎)、京都商業会議所(奥村安太郎)、三井物産株式会社(根尾克己)、東洋汽船株式会社(太田長三)、農商務省(野間誉雄、間部彰)　ほか

## 南米土地
南米の土地を買収し、日本移民に売却する株式会社として、昭和2年（1927年）に設立された。本社・東京都麹町区有楽町、代表・山科礼蔵。その他の取締役に植村澄三郎、福野行信、今井五介、相馬半治、岡田昌吉（高砂企業社長）、龍江義信、監査役に湯川寛吉、北川与平（江商創業者）、山成喬六。
パラナ州奥地の2万5000ヘクタールの土地を購入し、海外移民組合連合会専務理事の梅谷光貞に売却、コーヒー農園のほか、日本人移民に分譲した。

## 家族
- 父・山科良影(常右衛門) ‐ 広島県平民。素封家[11]
- 養子・良夫 ‐ 弟・幸三郎の長男[11]